# Sainte-Colombe-de-la-Commanderie
Sainte-Colombe-de-la-Commanderie er en by og kommune i departementet Pyrénées-Orientales i Sydfrankrig.

## Geografi
Sainte-Colombe-de-la-Commanderie ligger 18 km sydvest for Perpignan. Nærmeste byer er mod nord Thuir (3 km) og mod øst Terrats (3 km).

## Demografi

### Udvikling i folketal
| 1962                                                              | 1968 | 1975 | 1982 | 1990 | 1999 | 2007 | 2013 | 2017 |
| ----------------------------------------------------------------- | ---- | ---- | ---- | ---- | ---- | ---- | ---- | ---- |
| 73                                                                | 60   | 71   | 87   | 83   | 101  | 117  | 146  | 153  |
| Tal fra og med 1962 er uden dobbelttælling (sans doubles comptes) |      |      |      |      |      |      |      |      |